# Jivarus rentzi
Jivarus rentzi är en insektsart som beskrevs av Ronderos 1979. Jivarus rentzi ingår i släktet Jivarus och familjen gräshoppor. Inga underarter finns listade i Catalogue of Life.